# ملعب ميلاو
ملعب ديلسون لويز دي ميلو (Estádio Municipal Prefeito Dilson Luiz de Melo) المعروف عادةً باسم ميلاو (Melão)، هو ملعب متعدد الأغراض في فارجينها، ميناس جيرايس، البرازيل. يتم استخدامه حاليًا في الغالب لمباريات كرة القدم. الملعب يستوعب 15,471 شخصًا. تم بنائه عام 1988. الملعب مملوك لبلدية فارجينها، وسُمي بهذا الاسم تكريمًا لديلسون لويز دي ميلو، الذي كان عمدة بلدة فارجينها أثناء بناء الملعب.
أقيمت المباراة الافتتاحية في 7 أكتوبر 1988، عندما تغلب أتلتيكو مينيرو على فلامنغو 1-0. الهدف الأول للملعب سجله ريناتو لاعب أتلتيكو مينيرو.